# 肯默爾湖

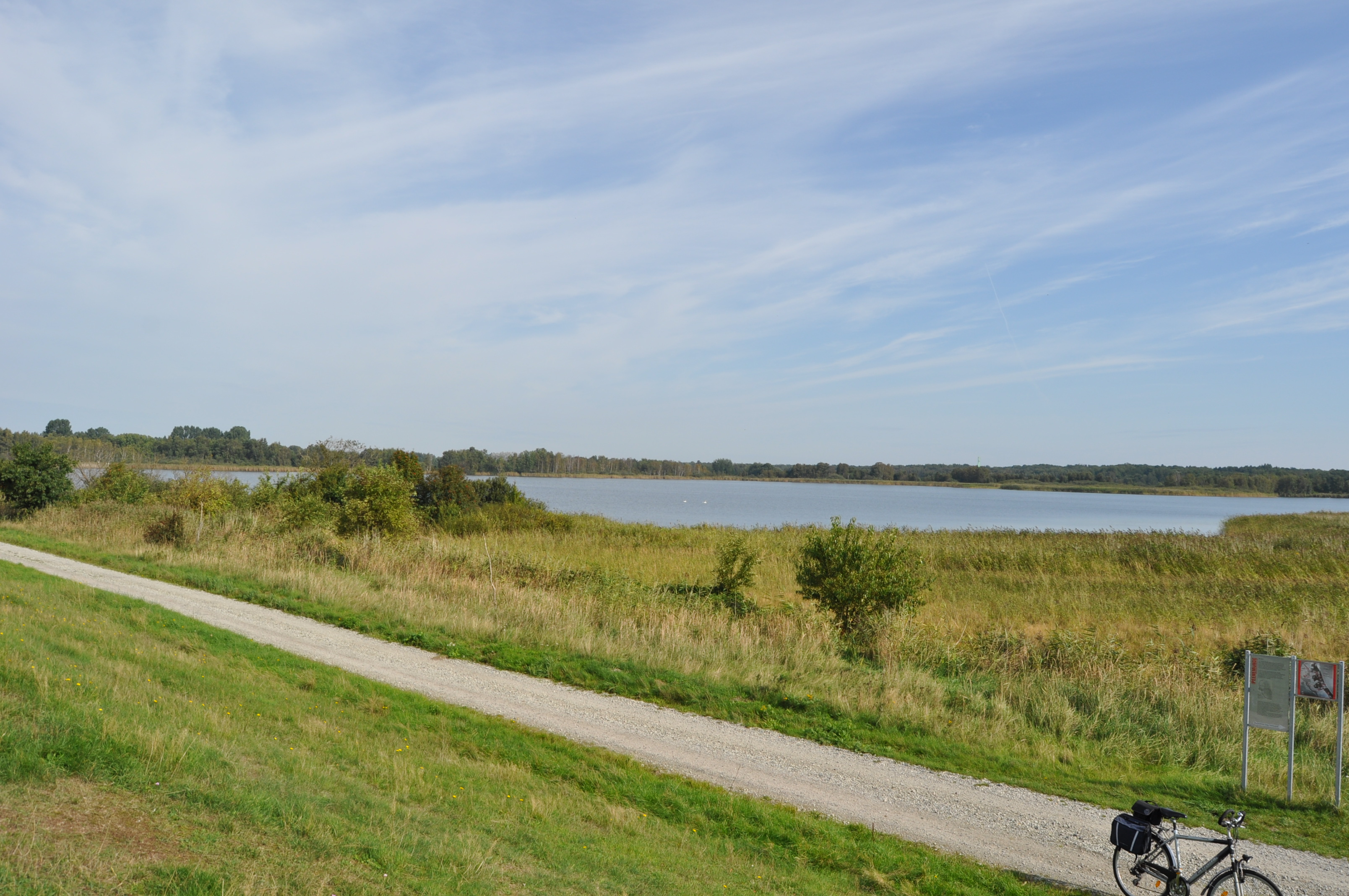

54°7′51″N 13°46′48″E / 54.13083°N 13.78000°E
肯默爾湖（德語：Cämmerer See），是德國的湖泊，位於該國東北部，由梅克倫堡-前波美拉尼亞州負責管轄，處於烏瑟多姆島，面積0.2平方公里，海拔高度0.3米，平均水深1.1米，最大水深3.5米。